# Aplysina minima
Aplysina minima är en svampdjursart som beskrevs av Jörn Hentschel 1914. Aplysina minima ingår i släktet Aplysina och familjen Aplysinidae. Inga underarter finns listade i Catalogue of Life.